# گانتیادی
گانتیادی (به لاتین: Gantiadi) یک منطقهٔ مسکونی در گرجستان است که در آبخاز واقع شده‌است. گانتیادی ۵٬۱۷۰ نفر جمعیت دارد.